# 삼차원측정기

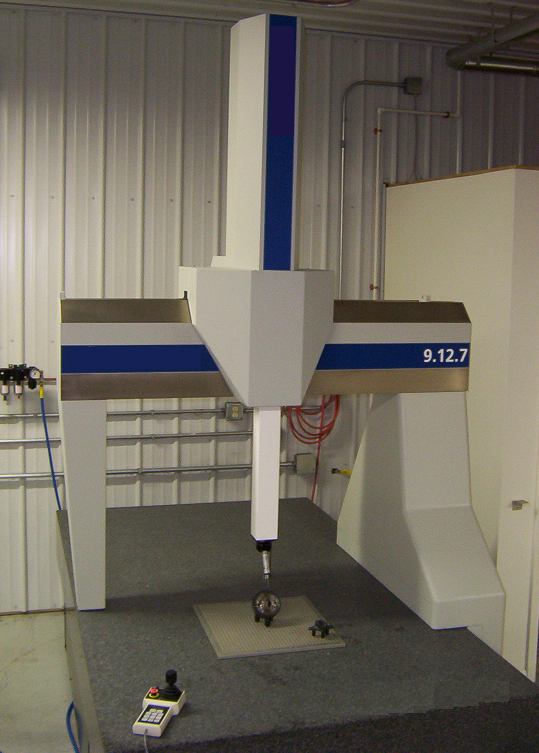

삼차원측정기, 삼차원좌표측정기, 좌표측정기(CMM, Coordinate Measuring Machine)은 프로브(probe)로 물체 표면의 이산점(discrete point)을 감지하여 물리적 물체의 형상을 측정하는 장치이다. 다양한 유형의 프로브가 CMM에 사용되며 가장 일반적인 것은 기계식 및 레이저 센서이지만 광학 및 백색광 센서가 존재한다. 기계에 따라 프로브 위치는 작업자가 수동으로 제어하거나 컴퓨터로 제어할 수 있다. CMM은 일반적으로 3차원 데카르트 좌표계(즉, XYZ 축 사용)의 기준 위치로부터의 변위 측면에서 프로브의 위치를 지정한다. X, Y 및 Z축을 따라 프로브를 이동하는 것 외에도 많은 기계에서 프로브 각도를 제어하여 다른 방법으로는 도달할 수 없는 표면을 측정할 수 있다.